# Linas Pilibaitis
Linas Pilibaitis (ur. 5 kwietnia 1985 w Kretyndze) – litewski piłkarz. Obecnie gracz klubu występującego w A lyga – FK TransINVEST.

## Życiorys
Karierę rozpoczął w 2002 roku w klubie FBK Kowno, mając 17 lat. W 53 występach strzelił 6 bramek. Po dwóch latach trafił na wypożyczenie do Atlantasu Kłajpeda, gdzie wystąpił w 8 meczach i strzelił 2 bramki. W styczniu 2007 roku został wypożyczony do szkockiego Heart of Midlothian F.C. Debiutował w bordowych barwach Serc dnia 5 marca 2007 w wygranym 2:0 meczu przeciwko Motherwell F.C. W Szkocji rzadko dostawał szansę na grę i po rocznym wypożyczeniu powrócił do Kowna, gdzie zaczął się najlepszy okres w jego karierze.
6 sierpnia 2008 zdobył zwycięską bramkę dającą jego drużynie awans w II rundzie kwalifikacyjnej Ligi Mistrzów w dwumeczu przeciwko Rangers F.C. Po zakończeniu sezonu 2008 za 115 tysięcy Euro trafił do węgierskiej drużyny Győri ETO. Na Węgrzech występował przez 5,5 roku, a w ostatnim sezonie 2013/2014 został wypożyczony do Mezőkövesd-Zsóry SE. Ostatecznie 30 czerwca 2014 wygasł jego kontrakt na Węgrzech i zdecydował się wrócić do kraju i zostać piłkarzem Žalgirisu Wilno. W biało-zielonych barwach występował przez 3 lata, zdobywając trzy tytuły mistrzowskie. Pomimo że w stołecznej drużynie spisywał się bardzo dobrze (42 bramki w 91 meczach), w styczniu 2017 roku postanowił przenieść się do Atlantasu Kłajpeda. W lipcu 2017 roku po raz ostatni postanowił spróbować swoich sił za granicą, przenosząc się do rumuńskiego zespołu Sepsi Sfântu Gheorghe. Występował tam bardzo krótko, bowiem już 12 września jego kontrakt został rozwiązany za porozumieniem stron. Ze względów regulaminowych do 1 stycznia 2018 nie mógł związać się z żadnym klubem (piłkarz w ciągu roku kalendarzowego nie może występować w więcej niż 2 klubach). 6 stycznia 2018 dołączył do drużyny Kauno Žalgiris.
W reprezentacji Litwy debiutował w 2006 roku w meczu przeciwko reprezentacji Albanii. Łącznie do 2015 roku w kadrze rozegrał 29 meczów w których nie zdobył bramki.